# Lake Lanotoʻo National Park
Lake Lanotoʻo National Park ist ein Nationalpark in Samoa. Er umfasst eine Fläche von 8.500 ha im Zentrum des Distrikts Tuamasaga auf Upolu. Er wurde 2003 geschaffen. Zu seinen Landschaftselementen gehören die drei vulkanischen Kraterseen: Lake Lanotoʻo, Lanoata’ata und Lanoanea, sowie die Falemauga Caves. 2004 wurde das Gebiet als Feuchtgebiet von internationaler Bedeutung unter der Ramsar-Konvention ausgewiesen. Konstituierend war der National Parks and Reserves Act 1974 mit der Verwaltungsvorschrift vom 29. Mai 2003.

## Geographie
Der Park umfasst die drei Hochland-Seen und die umgebenden Sümpfe und Wälder und zahlreiche Vulkandome. Insgesamt liegt das Gebiet in Höhen von 500 bis 700 m.

## Ökologie
In den ursprünglichen Grasland-, Sumpf- und Regenwald-Gebieten leben zahlreiche bedrohte Vogelarten wie Zahntaube (Didunculus strigirostris, Manumea, Tooth-billed pigeon), Maohonigfresser (Gymnomyza samoensis, Mao), sowie Samoa-Star (Aplonis atrifusca, Samoan starling), Diademdickkopf (Pachycephala flavifrons, Samoan whistler), Samoamonarch (Myiagra albiventris, Samoan flycatcher) und Braunrücken-Raupenfänger (Lalage sharpei, miti tae, Samoan triller). In den Seen leben Augenbrauenente (Anas superciliosa, Pacific black duck) und Südsee-Sumpfhuhn (Zapornia tabuensis, Spotless crake) und auch Samoa-Papageiamadine (Erythrura cyaneovirens, Red-headed parrotfinch), Rotscheitel-Fruchttaube (Ptilinopus porphyraceus, Crimson-crowned fruit dove) und Flachschnabelliest (Todiramphus recurvirostris, Flat-billed kingfisher) kommen vor. Goldfische wurden in der Zeit der deutschen Kolonialherrschaft eingesetzt.

### Flora
Verbreitet ist die invasive Baumart Castilla elastica (Pulu Mamoe) und es gibt Bestände der Alpinia purpurata (Alpinia purpurata, Teuila Torch Ginger), der Nationalblume Samoas.

## Geschichte
Das Gebiet wurde durch die Zyklone Ofa 1990, Val 1991 und Heta 2004 schwer verwüstet.